# Scea obliquaria
Scea obliquaria är en fjärilsart som beskrevs av W. Warren 1906. Scea obliquaria ingår i släktet Scea och familjen tandspinnare. Inga underarter finns listade.

## Bildgalleri

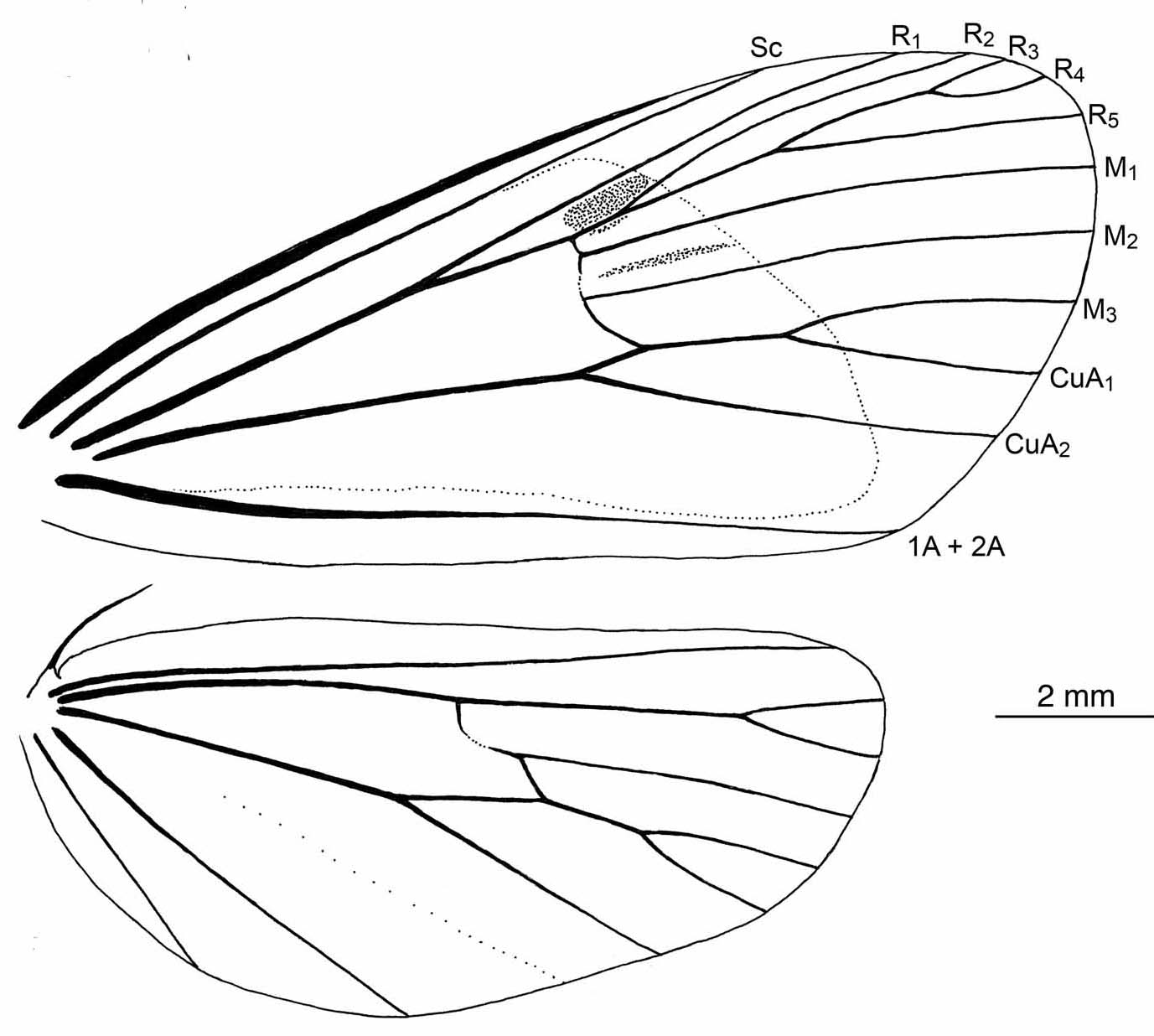